# Many-to-many

Many-to-many (« plusieurs-à-plusieurs » en français) est un terme désignant à la fois un paradigme en communications et une forme de médias qui y est associée. Il constitue un pôle majeur de l'Internet.

## Historique
L'utilisation d'outils tels le courriel, le FTP et Telnet dans les premiers temps de l'Internet marque une ère de one-to-one (en), impliquant une communication entre un ordinateur individuel et un autre.
La seconde époque one-to-many (en) (« un-à-plusieurs » en français) commence avec la naissance du World Wide Web, qui permet de présenter l'information sur un site web accessible à beaucoup d'autres utilisateurs.
Le développement d'outils tels les blogs, wiki et réseaux sociaux contribue à la construction du contenu web « par plusieurs personnes pour plusieurs personnes » (Many-to-many).

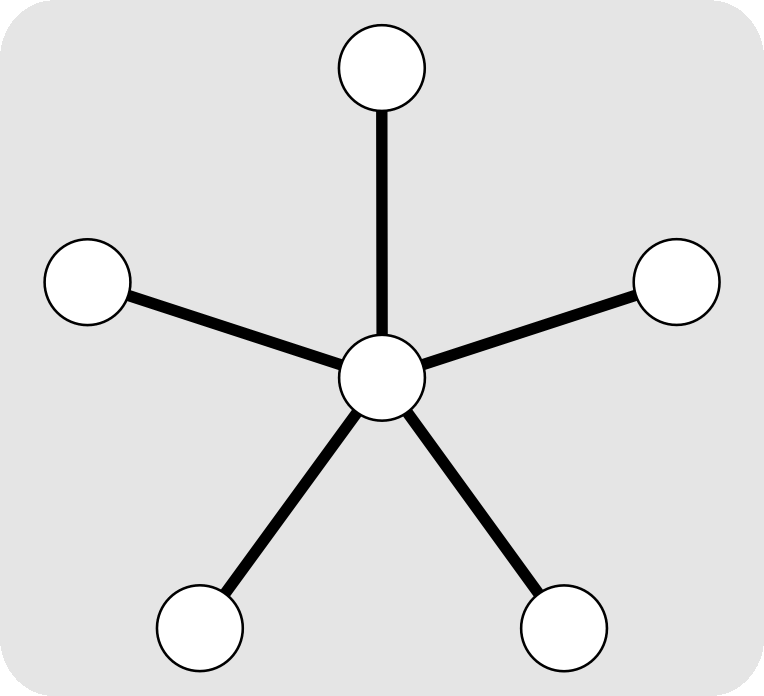
Topologie One-to-many
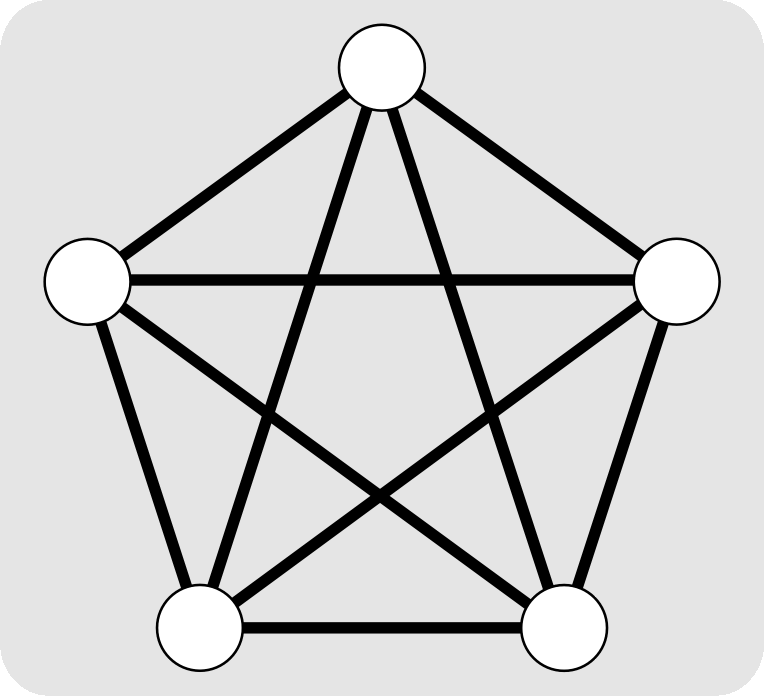
Topologie Many-to-many